# Zijdewind
Zijdewind (West-Fries: Sidewind en ('t) Zoidewind) is een dorp in de West-Friese gemeente Hollands Kroon, in de provincie Noord-Holland. De plaats heeft ongeveer 400 inwoners. Tot 1970 vormde Zijdewind met de dorpen 't Veld en Oude Niedorp de gemeente Oude Niedorp. In de oudere geschiedenis is het ook bekend als Zijdenskerk.
De naam komt van Seitwende, dat een zijdewende zou betekenen. Het dorp lag aan de oever van een meer (dat inmiddels is ingepolderd). Zijdewind kende vroeger een gereformeerde kerk uit 1652, maar deze is in 1970 gesloopt. Op deze locatie bevindt zich thans een rotonde. De kerk werd spottend koeienkerk genoemd omdat hij tijdens de Tweede Wereldoorlog werd gebruikt als koeienstal. Een bakker heeft Zijdewind niet meer; op de zijgevel van de voormalige bakkerij is een tekst in de muur gemetseld met de tekst Eet meer brood.
Ter hoogte van Zijdewind, in het buitengebied van Waarland, staat de Slootgaardmolen. Deze molen werd rond 1590 gebouwd om als eerste het meertje Slootgaard droog te malen en daarna de ontstane Slootgaardpolder droog te houden.

## Geboren in Zijdewind
- Jessy Kramer (1990), handbalster
- Lotte Prak (1992), handbalster